# Дружківка
Дружкі́вка — місто на півночі Донецької області. Входить до Краматорсько-Костянтинівської агломерації Краматорського району. Адміністративний центр Дружківської міської громади. Розташоване на берегах річок Казений та Кривий Торець.

## Загальна інформація

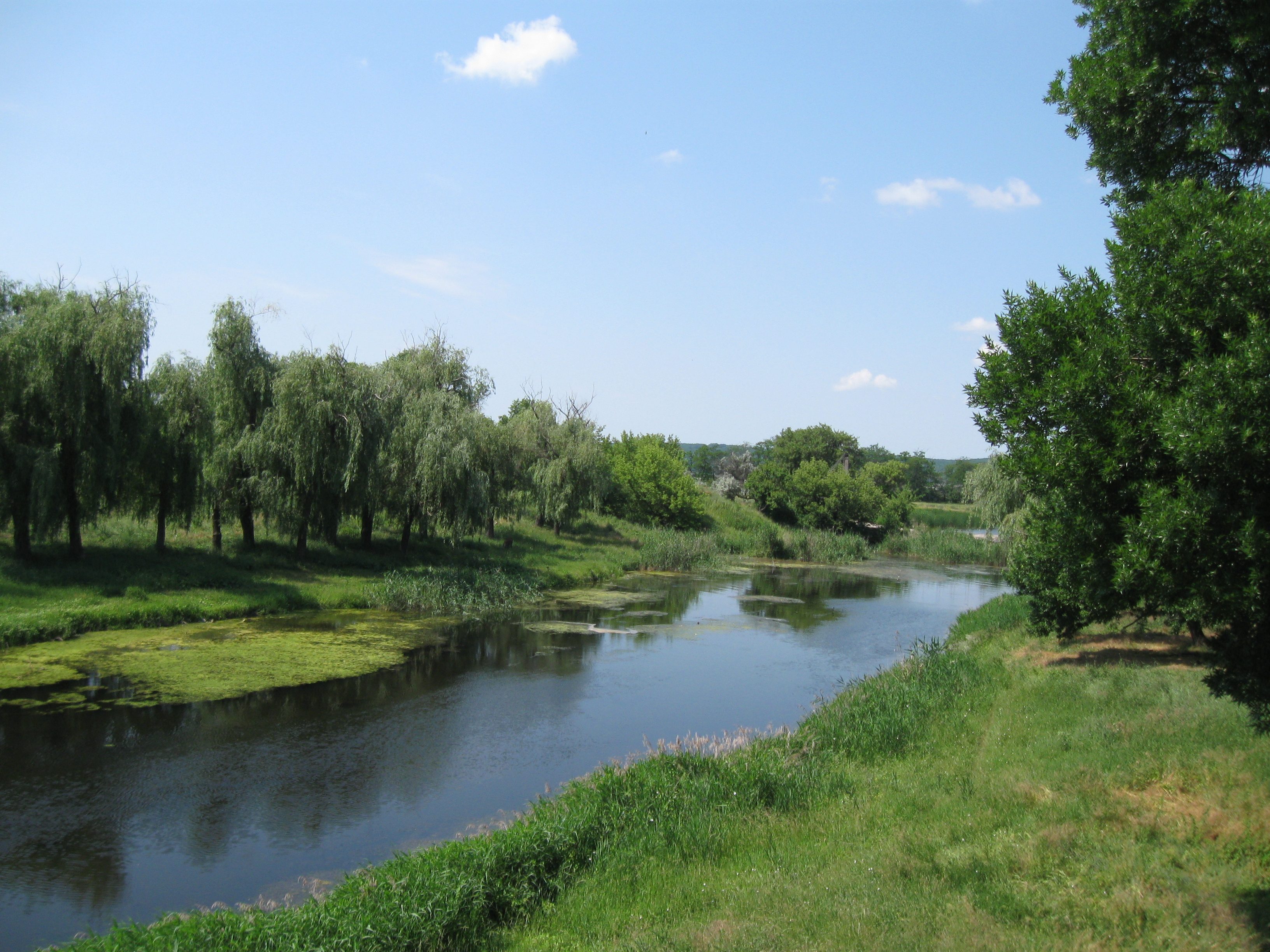
Річка Казенний Торець

Місто Дружківка знаходиться на північно-східних схилах Донецького кряжа біля злиття приток річок Кривого Торця та Казенного Торця, які є правими притоками Сіверського Донця. За однією з легенд, на злитті цих річок стояла козацька вежа, що дала початок заселенню цих земель.[джерело?]

## Історія

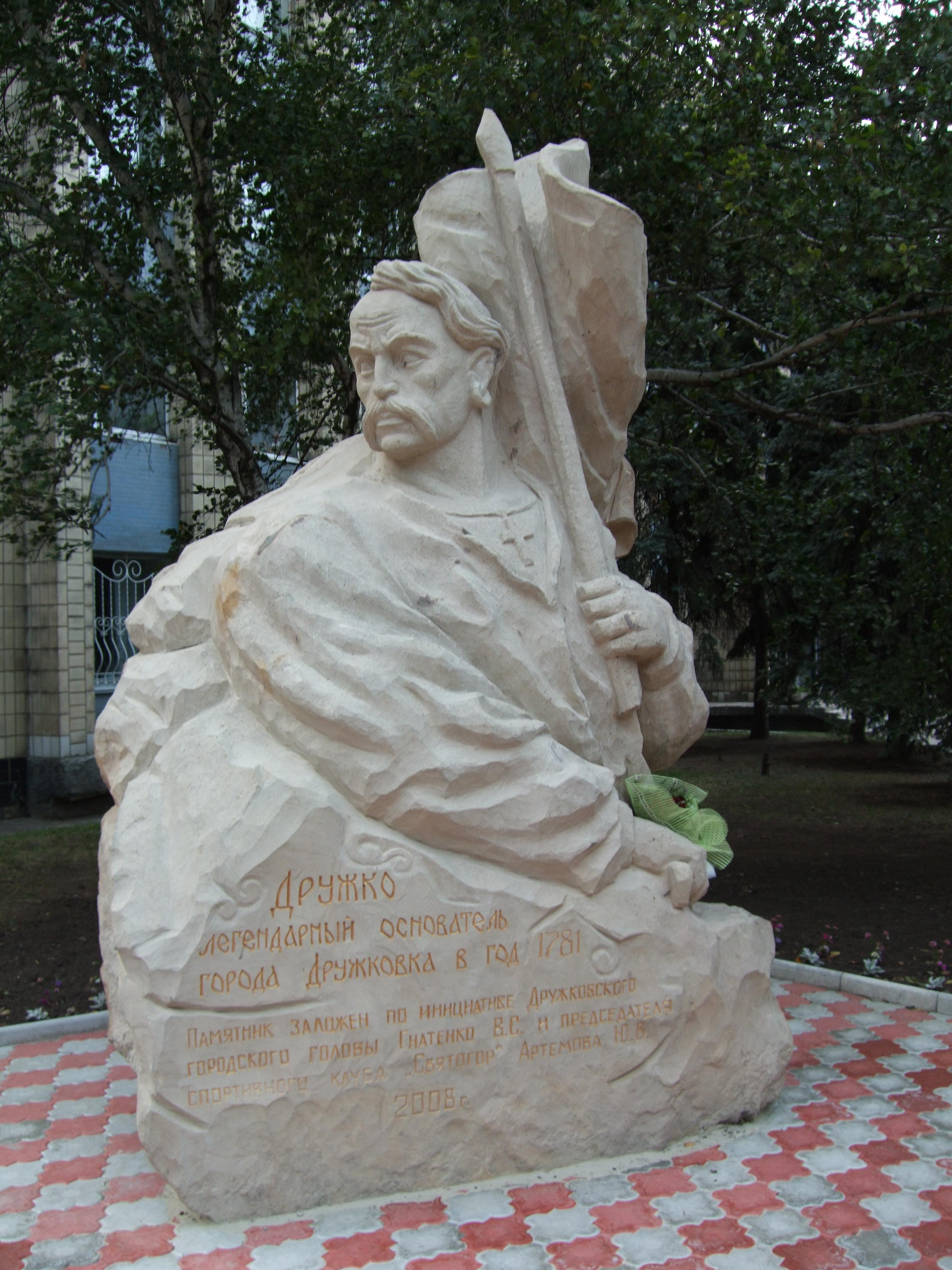
Пам'ятник козакові Дружку

Перша згадка про Дружківку датується 1781 роком («Відомості про землі Катеринославського намісництва»).[джерело?]
Як розповідає «Исторический обзор православной християнской церкви в пределах нынешней Екатеринославской епархии до времени формального открытия её»: «Дружківка — старожитнє запорізьке поселення. [джерело?]В старовинні часи там стояв пікет запорізького козацтва. Після переселення запоріжців в Олешки й після невдалого (для Російської імперії — П. Л.) Прутського походу 1711 року, коли ця місцевість відійшла під турецько-татарську владу, у Дружківці сиділо декілька престарілих запорожців-характерників, харцизів, які були пов'язані з бахмутськими й маяцькими козаками й відстрашували турецько-татарську орду, що з'явилася в цій місцевості. У 1768 і 1769 рр. запорожці дружно відстояли й захистили свою Дружківку від усіх нападів і наскоків агарянських (тобто татарських).»
За однією з легенд, засновником міста був козак Дружко, який заснував на території Олексієво-Дружківки козацький пост приблизно в першій половині сімнадцятого століття.[джерело?]
Раніше на цьому місці було робітниче селище, яке виникло в 70-х pp. XIX ст. при станції Дружківка Курсько-Харківсько-Азовської залізниці. Назвали станцію так само, як і село, розташоване за 6 км (нині селище міського типу Олексієво-Дружківка). [джерело?]Ще в 1892-му році тут стояли лише станційні будинки. Єдиним промисловим підприємством була невелика цукроварня графа Борисова, збудована в 1873 році. У 1893 році Донецьке товариство залізоробного та сталеливарного виробництва, засноване французькими капіталістами, розпочало тут будівництво чавуноливарного та сталеливарного заводів. Першу домну було задуто в травні 1894 року. Уже наступного року завод виробив понад 2 млн пудів чавуну. А в 1901—1904 pp. середньорічна продуктивність його досягнула 6,5 млн пудів. У перші роки на заводі випускали лише бесемерівський метал. З 1899 року розпочалось виробництво мартенівського металу, яке, однак, не стало основним. Головною продукцією заводу були рейки. В 1895 році тут працювало 1419 осіб, а 1904 року — 2908.

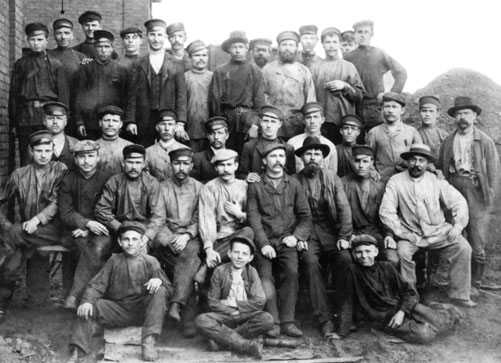
Працівники прокатного відділення Донецького металургійного заводу (1900 рік)

Успіхи Донецького товариства привабили до Дружківки бельгійських промисловців.  Навесні 1898 року вони створили Торецьке сталеливарне І механічне анонімне товариство, яке збудувало на території колишньої Дружківської цукроварні Торецький сталеливарний і механічний завод, що виробляв обладнання для залізниці: сталеві, чавунні та бронзові відливки, вагони, колісні скати, ресори та пружини для вагонів, вагонетки, стрілочні переводи.[джерело?]

### Перші визвольні змагання на Донбасі
Після того, як стало відомо про лютневий переворот, у Дружківці було створено громадський комітет, видним членом комітету був купець Гераскін.
8 березня 1917 в місті меншовики утворили Раду, до якої входили 132 особи. У раді було створено 8 комісій із чітко визначеними функціями (міліційна, продовольча, культурницька, залізнична тощо). У дружківських комісіях брали участь особи, які не мали жодного стосунку до Ради, як, наприклад, священик Гонтаревський, що працював в культ-комісії та керував навіть спорудженням нової школи.

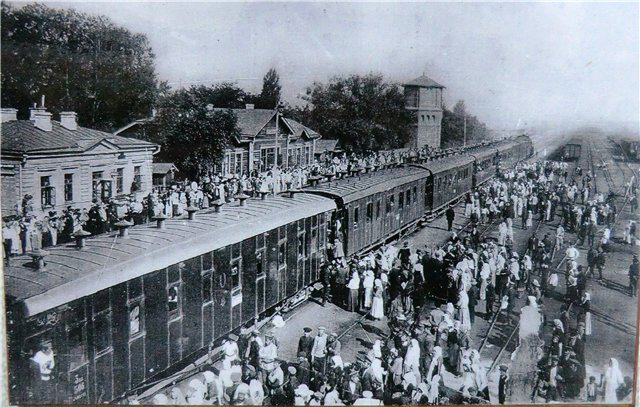
Повернення солдатів (1917 рік)

19 вересня 1917 відбулося об'єднання всіх с.-д. груп (меншовиків-оборонців та інтернаціоналістів, Бунду й латиських есдеків), що охоплювали загалом 1 200 членів партії. Блок обрав єдиний партійний центр і мав намір організовано виступити на виборах у волосне земство й місцеве самоврядування.

### радянська окупація
У ході радянсько-української війни в грудні 1918 р. Дружківка опиняється під контролем більшовицьких банд. 31 травня 1919 р. на короткий час її захопили денікінці, проте 27 грудня 1919 року місто знову опинилося під контролем більшовиків.
У роки перших п'ятирічок побудовані найбільший в СРСР метизний завод (1929), електростанція, нові цехи на металургійному заводі. Великим підприємством вугільного машинобудування став після реконструкції Торецький завод імені Ворошилова (до 1941 році тут працювало 5602 особи).[джерело?]
У 1938 році Дружківка отримала статус міста (у 1939–40 рр. місто обласного підпорядкування). До 1939 р. в ній проживало 32 тис. осіб, житловий фонд порівняно з 1913 роком збільшився у три рази. Працювали лікарня й 4 фельдшерських пункти, 8 загальноосвітніх шкіл, робітфак, вечірнє відділення машинобудівного технікуму, кінотеатр, два клуби, стадіон.

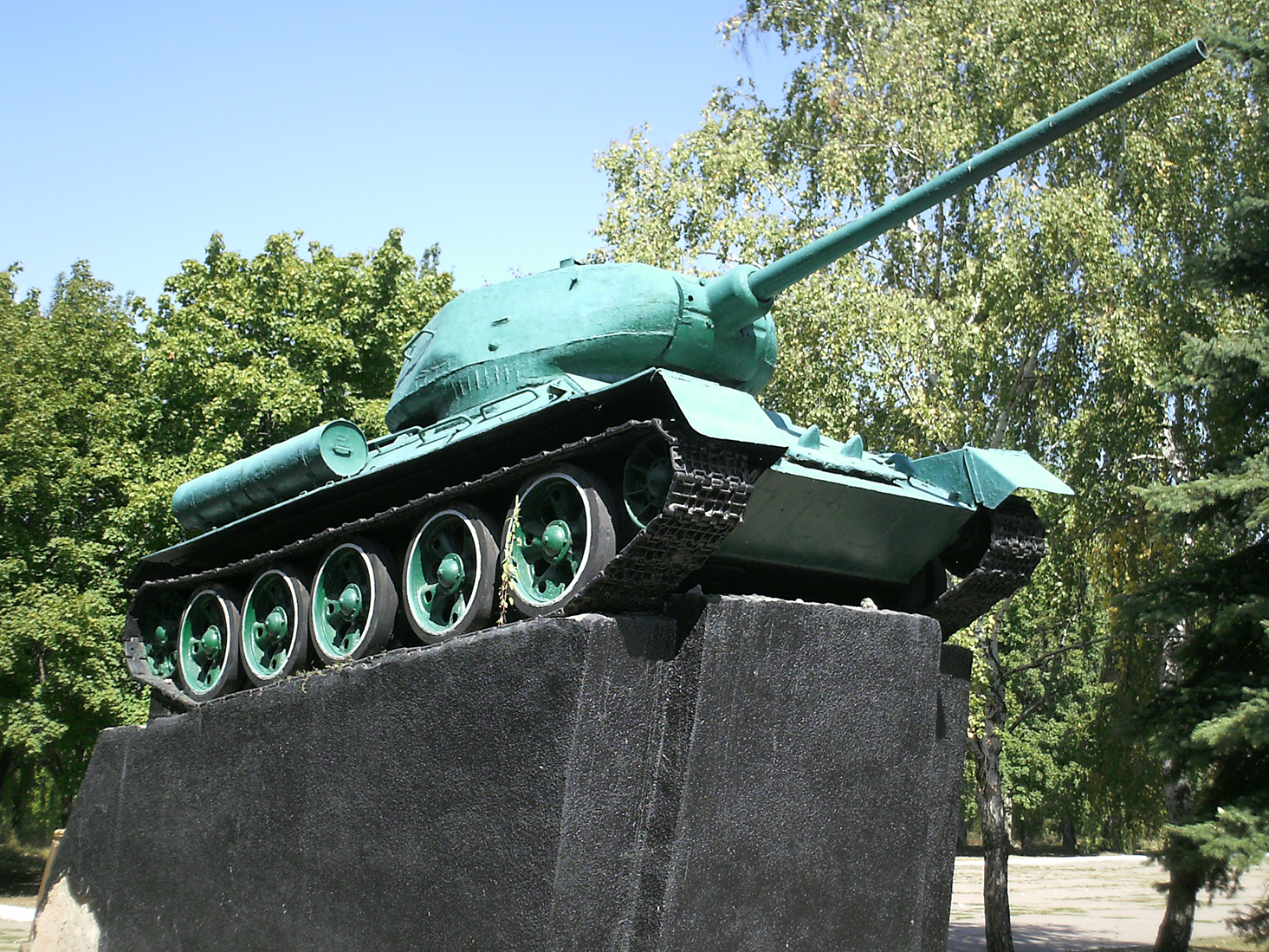
Танк Т-34

У ході німецько-радянської війни місто захопили німецькі війська 22 жовтня 1941 року. З міста евакуювали машинобудівний завод (до м. Олександрівськ на Уралі) та метизний завод (на Кузбас). Німцями закатовано 1130 й відправлено до Німеччини 1214 осіб. 6 лютого місто захопили війська Південно-Західного фронту в ході Ворошиловградської операції

### Відновлення Незалежності

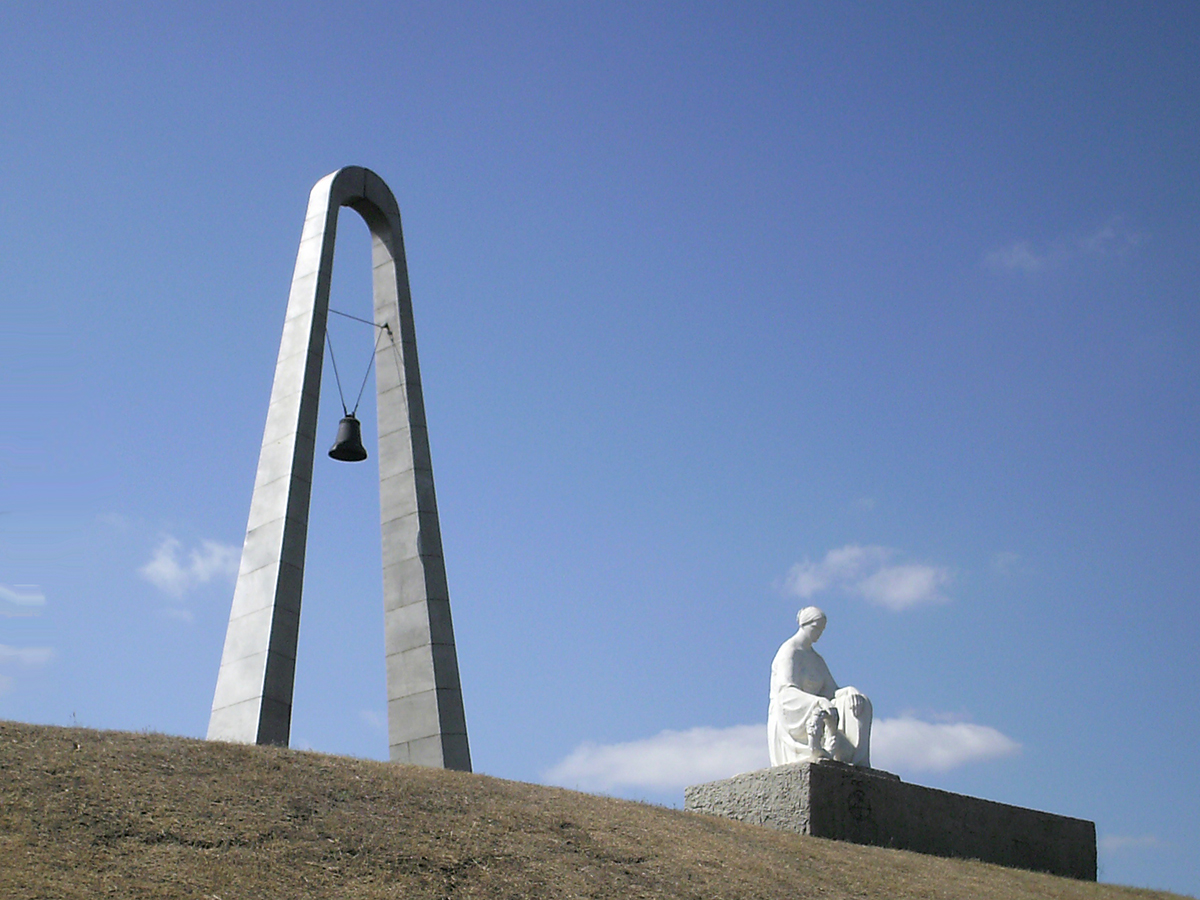
Пагорб слави

12 вересня 2008 року напередодні Дня міста було відкрито пам'ятник козакові біля міської ради. Ескізний проект пам'ятника розробив дружківський художник Віктор Федоренко, а втілив у життя задум художника скульптор Юрій Тотуз.[джерело?]
Навесні 2014 Дружківка постраждала від зазіхань з боку терористичної організації «Донецька народна республіка». Так, 12 квітня повідомлялося про захоплення сепаратистами будівлі районної адміністрації. 10 травня на одному з блокпостів на виїзді зі Дружківки терористами було застрелено священика храму Святого Дмитра Донського УПЦ МП у Дружківці Павла Жученка; у нього було випущено 8 куль. Водночас, на відміну від сусідніх міст — Слов'янська та Краматорська, Дружківка уникла бойових зіткнень завдяки високій самоорганізації місцевих активістів
5 липня 2014 року місто було звільнене від проросійських терористів силами Національної гвардії України та регулярними військами. [джерело?]З пізньої осені 2014 року в місті дислокується 81-а десантно-штурмова бригада.

### Російсько-українська війна
9 липня 2022 року російські військові п'ятьма ракетами обстріляли закритий торговий центр і коледж у Дружківці.
17 серпня 2022 року російські військові обстріляли у Дружківці 10 житлових будинків.
30 серпня 2022 року російські військові обстріляли у Дружківці пожежно-рятувальну частину, дві школи, палац спорту та палац культури.
Надвечір 2 січня 2023 року російські загарбники завдали двох ракетних ударів по Дружківці та зруйнували льодову арену «Альтаїр». Одна ракета впала у Дружківці, а друга — в Яковлівці. Відомо про двох поранених.
Внаслідок удару окрім арени було пошкоджено будівлі МАН, автовокзал, церкву, житловий будинок та господарчі споруди. Удар по арені, при цьому, потрапив на кадри прямого етеру французького телеканалу.
5 лютого 2023 року окупаційні війська РФ з використанням зенітно-ракетного комплексу С-300 вкотре здійснили обстріл м. Дружківки.
Ракети влучили у багатоповерховий будинок. Зруйновано один під’їзд, вибиті вікна, пошкоджено покрівлю будинку. Внаслідок обстрілу п’ятеро громадян (троє чоловіків та двоє жінок) отримали поранення різної міри важкості.

## Адміністративний поділ
Дружківській міській раді підпорядковані такі населені пункти:
- м. Дружківка
- с Дружківське
- селище Олексієво-Дружківка
- селище Райське
- селище Новогригорівка
- селище Новомиколаївка
- с. Красний Кут
- с-ще Старорайське

## Населення
Населення Дружківки на 1 червня 2017 року — 67 772 осіб.
За даними перепису 2001 року населення міста становило 64641 особу, із них 28,36 % зазначили рідною мову українську, 70,27 % — російську, 0,46 % — вірменську та грецьку, 0,10 % — білоруську, 0,03 % — румунську, 0,01 % — німецьку, гагаузьку та циганську, а також болгарську, польську, єврейську та грецьку мови

### Національний склад
Національний склад населення за переписом 2001 року
|          | чисельність | частка, % |
| українці | 48 302      | 64,4      |
| росіяни  | 24 122      | 32,2      |
| вірмени  | 612         | 0,8       |
| білоруси | 490         | 0,7       |
| татари   | 216         | 0,3       |

### Мовний склад
Рідна мова населення за даними перепису 2001 року:
| Мова            | Чисельність, осіб | Відсоток |
| --------------- | ----------------- | -------- |
| Російська       | 45 424            | 70,27%   |
| Українська      | 18 331            | 28,36%   |
| Вірменська      | 295               | 0,46%    |
| Білоруська      | 63                | 0,10%    |
| Румунська       | 18                | 0,03%    |
| Німецька        | 9                 | 0,01%    |
| Інші/Не вказали | 501               | 0,77%    |
| Разом           | 64 641            | 100%     |

## Транспорт

### Електротранспорт

#### Трамвай

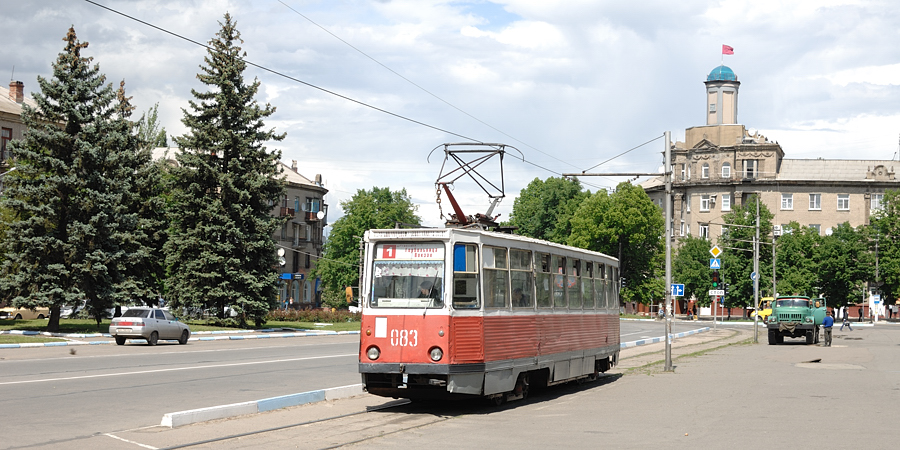
Дружківський трамвай

У Дружківці електротранспорт експлуатує «КП Дружківка АвтоЕлектроТранс», яке частково перебуває на забезпеченні Дружківської міської ради. З 2015 року трамвайний парк міста активно оновлюється. У комунальне підприємство за 3 роки було передано 9 вагонів TatraT3SU і TatraT3SUCS, привезених з Чехії та Харкова.[джерело?] Всі вагони перед приїздом до міста пройшли капітальний ремонт у Харкові. Станом на 1 січня 2019 року вихід трамваїв на лінію становить 4-8 вагонів. Працює 3 регулярних маршрути (1, 2 і 4), а також маршрут «Нічний» на всіх маршрутах міста.

### Автобуси

#### Міські та приміські
У Дружківці курсує 21 міський, 14 приміських та 3 міжміських (крім маршрутів, що проходять через місто по трасі, не заїжджаючи в нього) автобусних маршрутів. На маршрутах працюють автобуси типу БАЗ і РУТА. Середній інтервал руху всіх автобусів становить 15-20 хвилин, а у деяких - менше 5 хвилин. Очікування на зупинці може досягати 20-30 хвилин, якщо маршрут не дуже популярний. Автовокзал та дві центральні площі зв'язані маршрутом із найменшим часом очікування.

#### Міжміські
До Дружківки курсують маршрути з Краматорська, Костянтинівки, Слов'янська та Добропілля. Дружківський перевізник контролює лише маршрут до Костянтинівки.

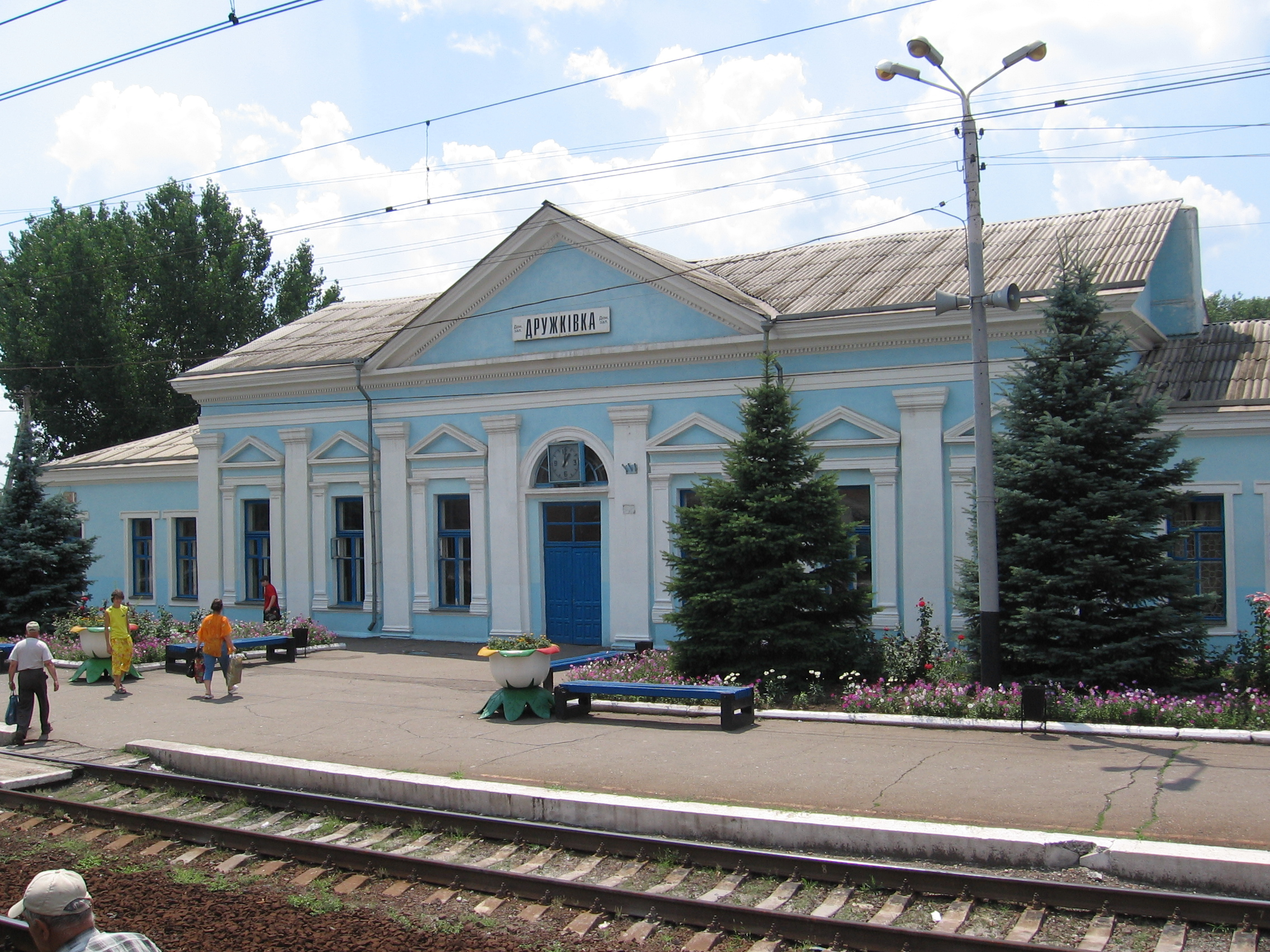
Залізнична станція

#### Автовокзал
Дружківський автовокзал було оновлено в 2007 році. [джерело?]Він не має абсолютно ніякого значення. Рейси з міста до автовокзалу не їздять, а автобуси далекого спрямування зупиняються біля «ГО МАН».

### Залізниця
Залізничну станцію «Дружківка» побудовано у 1870 році.[джерело?]
Напрямок потягів: Слов'янськ, Лозова, Харків, Полтава, Суми, Конотоп, Київ, Коростень, Козятин, Жмеринка, Хмельницький.

## Економіка

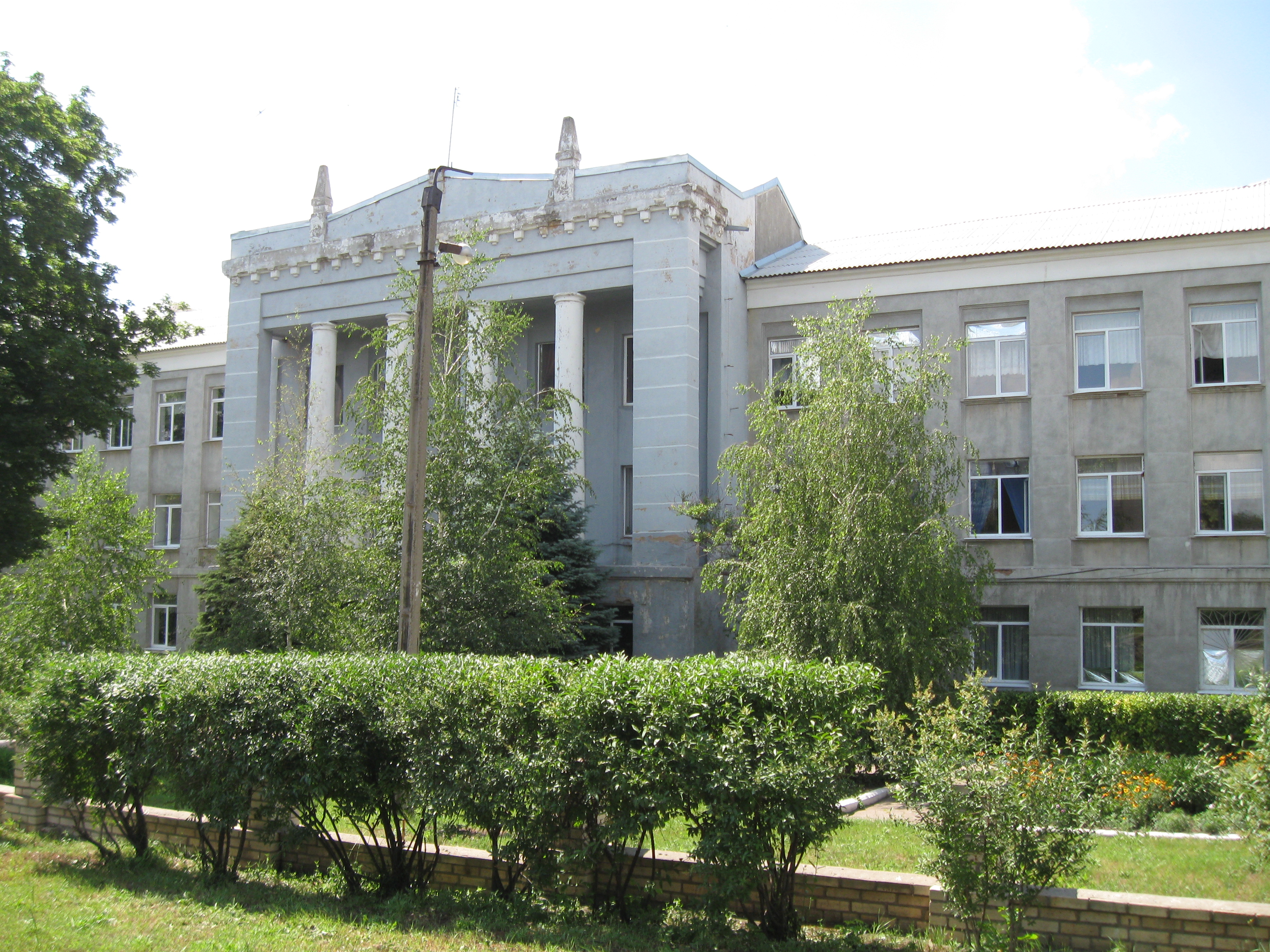
Дружківський машинобудівний технікум

Дружківка — багатогалузеве місто, у ньому працюють понад 500 підприємств малого та середнього бізнесу, близько 10 великих промислових об'єктів. Чільну роль в економіці займають машинобудівна і гірничодобувна галузі. До міста прилягають землі, багаті запасами унікальних вогнетривких глин, які користуються підвищеним попитом закордонних виробників.
- ВАТ «Дружківський машинобудівний завод». Один із найбільших в Європі завод, який виробляє гірничошахтне устаткування.[джерело?]
- ВАТ «Дружківський завод металевих виробів». Найбільший в Україні завод з виробництва металевих виробів для машинобудівного і залізничного кріплення. (Сайт підприємства. [Архівовано 20 червня 2007 у Wayback Machine.])
- УР ВАТ «Дружківський завод газової апаратури». Українсько-російське акціонерне товариство. Займається виробництвом плит газових, побутових, балонів для скрапленого газу, запасних частин до газової апаратури. Є одним із чільних виробників та постачальників побутової газової апаратури в Україні, Молдови, Азербайджані і далекому зарубіжжі. (Старий сайт підприємства.) З 2007 р. випускає продукцію під торговельною маркою «Greta». (Сайт підприємства.)
- ТОВ «Дружківський порцеляновий завод». Виробництво порцелянового посуду, столових, чайних та кавових сервізів різної комплектації та малюнка. (Сайт підприємства.)
- ВАТ «Дружківське рудоуправління». Видобуток вогнетривких глин, формових пісків.
- ПАТ «ВЕСКО». Видобуток вогнетривких глин, основними споживачами яких є підприємства вогнетривкої, металургійної та керамічної промисловості України і країн близького та далекого зарубіжжя. (Сайт підприємства.)
- ВАТ «Кіндратівський вогнетривкий завод». Спеціалізується на виробництві вогнетривких виробів для металургійної промисловості.
- ЗАТ «Завод Ремсчетмаш». (Сайт підприємства.), виробництво надлегких літаків РСМ-15 Robust.
- ТОВ "Кондитерська Фабрика «ДРУЖКІВСЬКА», у якої є потужності й в Олексієво-Дружківці (колишня ВАТ «Дружківська харчосмакова фабрика»).
- ВАТ «Дружківський хлібозавод».

Обсяг реалізованої продукції за 6 місяців 2009 склав 597 млн грн. Найбільша питома вага (40 %) припадає на машинобудівний завод, 18 % — завод металевих виробів, 12 % — «Грета». А в загальному обсязі реалізованої продукції області питома вага Дружківки становить 1,1 %

### Фінанси

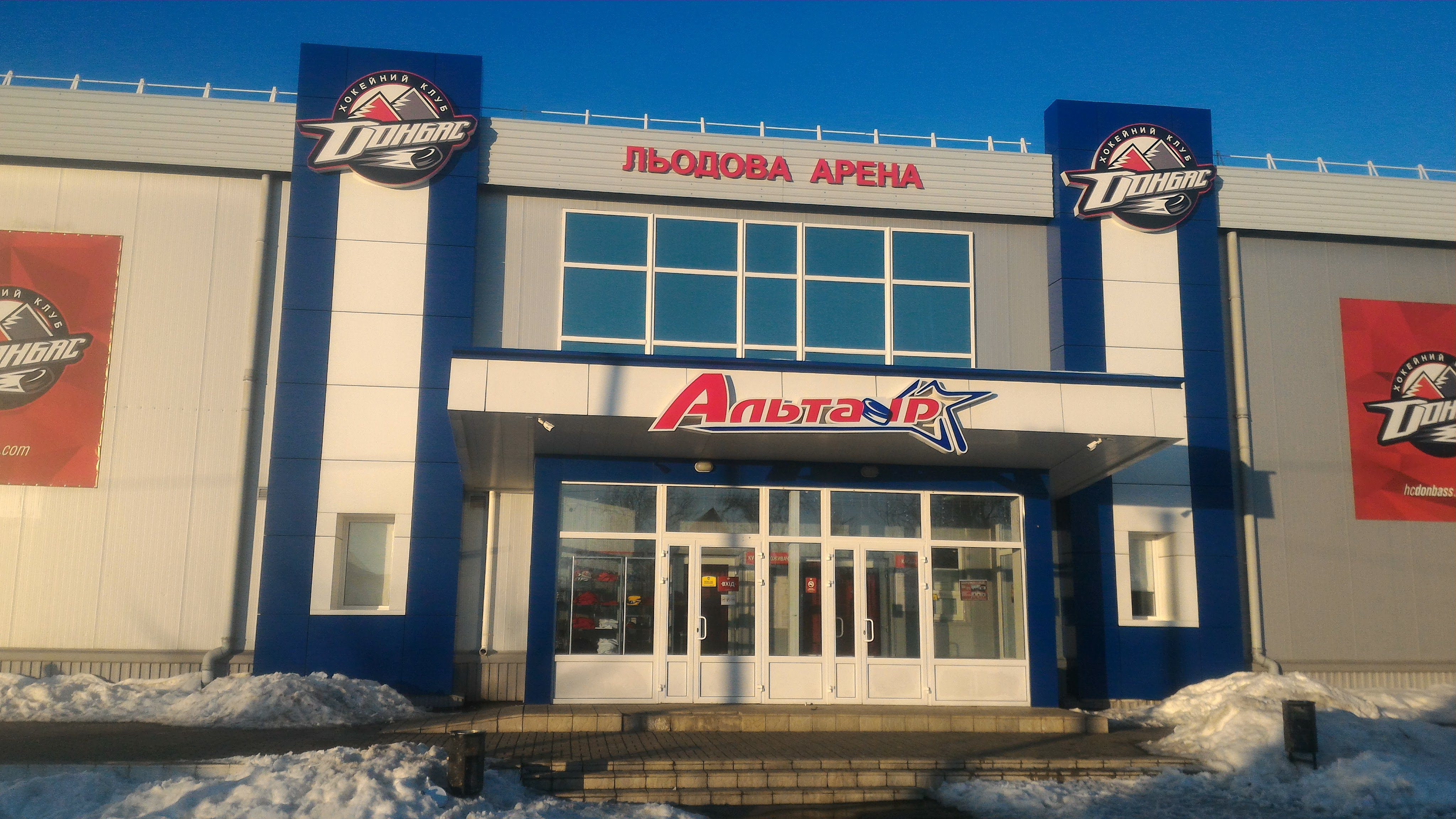

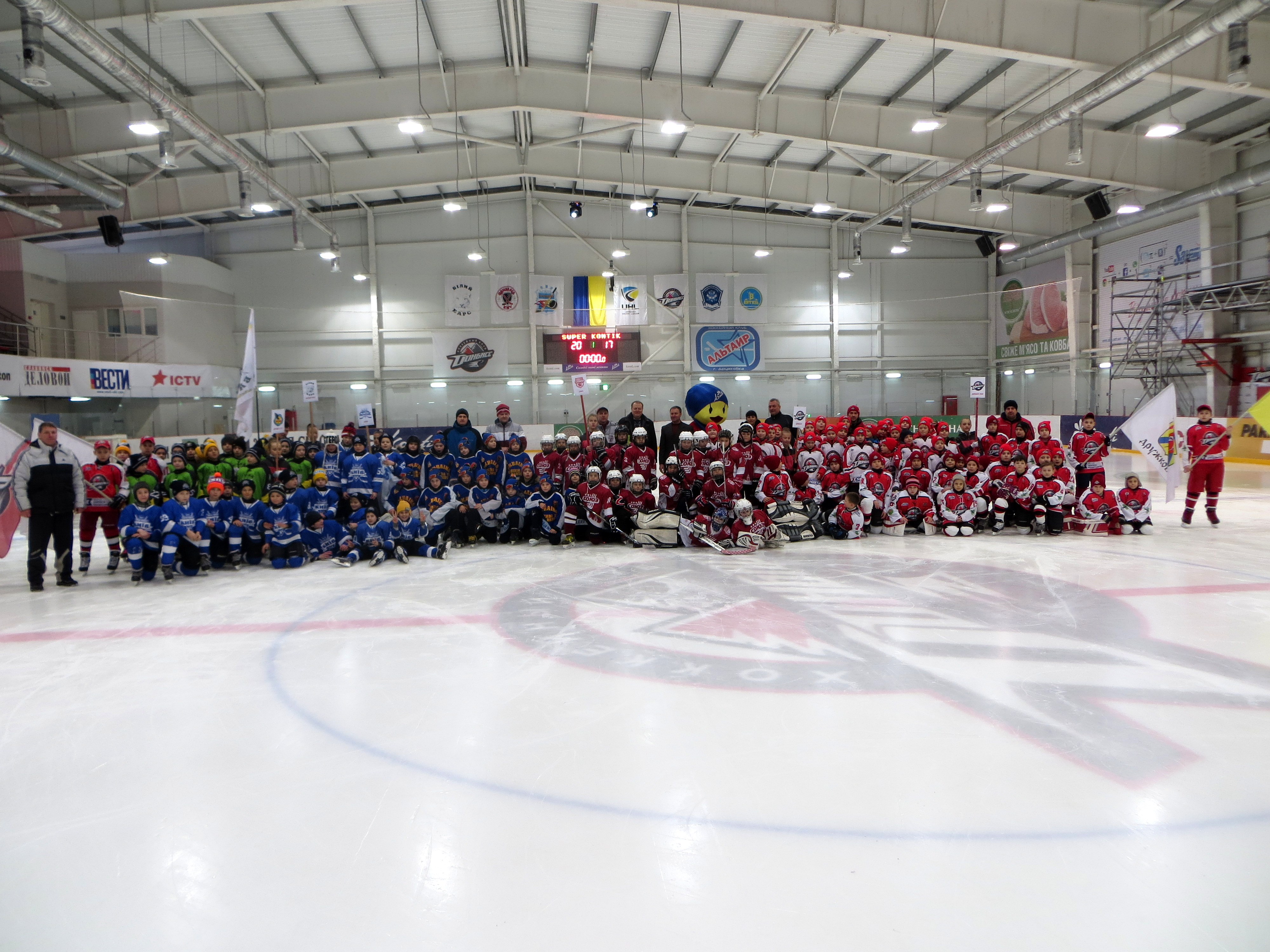
Дружківська льодова арена «Альтаїр»

У 2008 році бюджет міста становив 48 млн грн, зокрема: на освіту — 32 млн грн, охорону здоров'я — 26,4 млн грн, соціальний захист — 35,7 млн грн, культуру — 3,07 млн грн, житлово-комунальне господарство — 2,37 млн грн, управління — 8,56 млн грн. Основне джерело надходжень до бюджету — податок на доходи фізичних осіб. Він становить більше, ніж 80% бюджету міста.
У 2020 році бюджет міста зріс до 402,7 млн грн, основне джерело — це податкові надходження (58,7% від бюджету; 76,48% з них — це податок на доходи фізичних осіб).

## Соціальна сфера

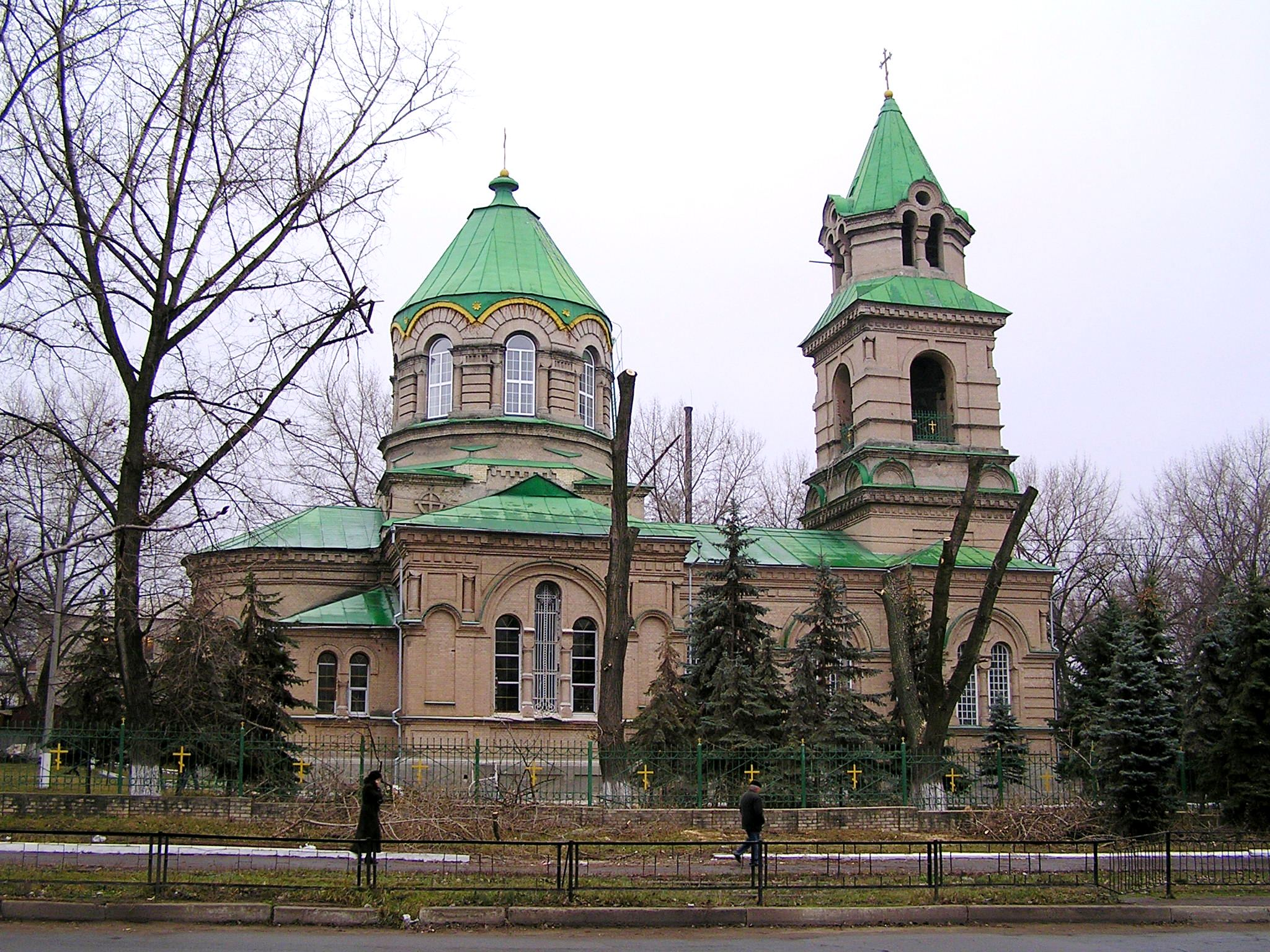
Миколаївська церква

2 червня 2019 року в Дружківці відкрився соціальний офіс. Тут можна отримати довідки комунальних організацій, субсидію і путівку на оздоровлення. З 2014-го року в місті почала виникати низка соціальних ініціатив. Серед них: «Халва хаб», ГО «Нова Дружківка», ГО «Україна можливостей», ініціативний рух «Громадський патруль».
У місті функціонує Дружківська школа-інтернат для дітей з особливими потребами. На початку березня 2015 року частина дітей переїхала в Петриківський обласний комунальний дитячий будинок-інтернат, що розташований у с. Петриків біля Тернополя.

## Місцевості міста

### Багатоповерхова забудова
- Мікрорайон №13 (Центр міста)
- Собачовка (ВЖСК)
- «Блоки»

- Мікрорайон Сонячний (9-мікрорайон) — розташований у південно-східній частині міста, на півночі межує з полем, на заході з мікрорайонами Індустріальним та Піонерським, на півдні з мікрорайоном Південним та селищем Двістіпланами. Тут розташована кінцева зупинках трамвая №2.

- Мікрорайон Індустріальний (8-мікрорайон) — розташований у південно-східній частині міста, на півночі межує з Дружківським машинобудівним заводом, на заході з селищем Гаврилівка, на сході з мікрорайоном Сонячним, на півдні з мікрорайонами Піонерським та Південним.

- Мікрорайон Південний (7-мікрорайон) — найпівденніший мікрорайон міста, на півночі межує з мікрорайоном Індустріальним, на заході — з мікрорайоном Піонерським, на сході — з мікрорайоном Сонячним, на півдні — зі степом.

- Мікрорайон Піонерський (10-мікрорайон) — розташований у південній частині міста; на півночі та заході межує з селищем Гаврилівка, на сході — з Індустріальним та Сонячним, на півдні з мікрорайоном Південним. Тут розташоване трамвайне депо.

### Приватна забудова
- Район залізничної станції,
- Гаврилівка,
  - Північна Гаврилівка,
    - Північна Гаврилівка (Східна),
    - Північна Гаврилівка (Західна),

  - Південна Гаврилівка,
- Яковлівка,
- Двістіплани (Машинобудівників),
- Донський,
- Кирпичний,
- НЖСК,
- Молоково,
- Нахалівка,
- Карлівка,
- Суворе,
- Торецький.

### Головні вулиці
Вулиця Богдана Хмельницького, Вулиця Олекси Тихого, Вулиця Соборна, Вулиця Східна, Вулиця Машинобудівників, Вулиця Олега Кошевського, Вулиця Свободи, Вулиця Козацька, Вулиця Миколи Міхновського, Вулиця Дружби, Вулиця Педагогічна, Вулиця Лісова, Вулиця Депутатська, Вулиця Космонавтів, Вулиця Новосадова,
Вулиця Джерельна, Вулиця Енгельса, Вулиця Сонячна, Вулиця Курчатова.

## Визначні місця

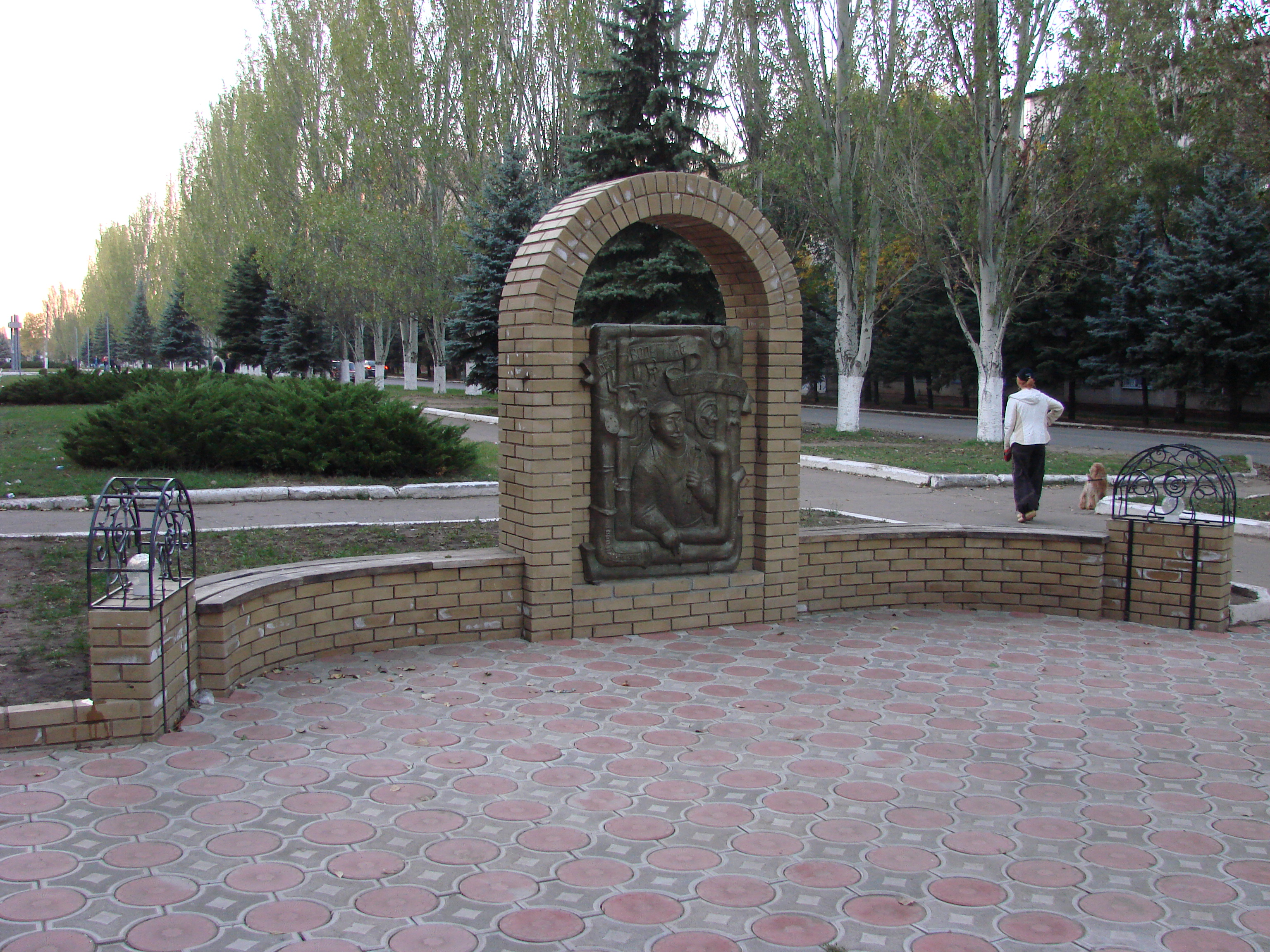
Монумент у центрі міста

- Скам'янілі дерева було знайдено неподалік від Олексієво-Дружківки в 1973 р. під час розробки піщаного кар'єру. На поверхні видно скам'янілі стовбури. Їм приблизно по 160—250 мільйонів років. У світі скам'янілі дерева на поверхні землі є біля Дружківки, у штаті Аризона й у штаті Вашингтон, США, на острові Лесбос, Греція (Кам'яний ліс (Лесбос)). Вперше ці скам'янілості досліджені відомим краєзнавцем і нині почесним громадянином Дружківки Миколою Янком.
- Свято-Варварівська церква (селище Райське) — найстаріша будівля в місті. Побудована в 1780 р. В 80-х роках XX століття її було обкладено білою цеглою.
- «Корабель» — найстаріша промислова будівля міста, раніше тут був цукровий завод графів Борисовських. Його було побудовано у 1881 р. Розташований на території Дружківського машинобудівного заводу й досі використовується для виробничих потреб.
- Окрасою міста є Свято-Миколаївська (Іванівська) церква, побудована в 1898—1900 рр. у стилі візантійської та давньоукраїнської архітектури. Пам'ятник культури національного значення. За 100 років її двічі закривали й використовували не за призначенням. Під час відступу німців у 1943 р. була частково зруйнована. На теперішній час у церкві відбуваються служби. Готується реставрація пам'ятки з метою надання їй первісного вигляду.
- Майдан ім. Леніна. Було збудовано у 50-х роках XX століття. Є зразком цілісної забудови майдану, як єдиного архітектурного ансамблю. Один із будинків цього комплексу є пам'яткою місцевого значення.
- Парк «Святогір». Зелена зона на території 6-го мікрорайону з великою кількістю скульптур із пісковику, які зроблені дружківськими майстрами та присвячені історичним особам Русі, України. Парк виник з ініціативи благодійного фонду «Святогір», який очолює Юрій Артемов.
- «Лелеки» — металеві птахи декілька метрів заввишки (зроблені на Машзаводі). Встановлені в зеленому закутку, що біля заправки, як виїжджати з Дружківки в бік Краматорська. Вони є майже обов'язковим місцем для відвідання, фотографування та відеозйомок усіма весіллями зі Дружківки та Краматорська. Також поруч знаходиться джерельце, випити з котрого вважається обов'язковим для всіх молодят (попри те, що вода біжить з пагорба, де знаходиться цвинтар).
- Музей-катівня — знаходиться в будівлі колишньої царської жандармерії 1892 року біля місцевого виконкому. Там у підвалах впродовж ста років катували і вбивали людей — жандарми, нацисти, НКВС, бойовики «ДНР» у 2014 році.[26]

## Відомі люди

### Народилися
- Вайнштейн Михайло Ісакович  — український художник.
- Горбатов Павло Анатолійович — український вчений, доктор технічних наук (1992), професор (1993), лауреат Державної премії України (1990), відмінник освіти України (2005).
- Григоренко Володимир Борисович — політик, Дружківський міський голова (з 2020 року).
- Кашпор Ольга Михайлівна — українська журналістка.
- Колесник Олена Олександрівна  — український вчений у галузі медицини, лікар-онкохірург.
- Кость Луценко — відомий діяч української діаспори в США.
- Носуля Микола Васильович — учасник Другої Світової війни
- Романов Борис Миколайович — художник-графік-дизайнер, член Національної спілки художників України.
- Сабуров Максим Захарович — радянський партійний та державний діяч.
- Скобліков Олександр Павлович — український скульптор, член-кореспондент Академії мистецтв України, член Національної спілки художників України. Заслужений діяч мистецтв УРСР, народний художник УРСР.
- Силантьєв Костянтин Васильович — український радянський співак (бас), заслужений артист РРФСР, народний артист УРСР.
- Олекса Тихий — український дисидент, патріот і правозахисник, педагог, мовознавець, член-засновник Української гельсінської групи.
- Ткаченко Олександр Опанасович;- український скульптор, художник. Працював і проживав в м. Ялта (Крим). Був відомим майстром на ЮБК. Працював з глиною, створював малі архітектурні форми більшість із яких в м.Ялта.
- Фіалко Олег Борисович — український кінорежисер, сценарист.

### Почесні громадяни
- Кайда Володимир Микитович[ru] — учасник німецько-радянської війни, моряк-чорноморець, Герой Малої Землі.
- Охріменко Костянтин Олександрович — український політик, народний депутат України.

### Проживали
- Шапошнік Єлизавета Сергіївна — українська волонтерка, боєць батальйону «Айдар», один із символів Майдану.

## Міста-побратими
- Риджфілд, США[28]
- Жмеринка, Україна[29]